# Selective Service System
La Ley de Servicio Selectivo o Sistema de Servicio Selectivo (en inglés: Selective Service System, SSS) es una agencia independiente del gobierno de los Estados Unidos que mantiene una base de datos de todos los ciudadanos estadounidenses hombres inscritos y de otros varones residentes en Estados Unidos potencialmente sujetos al reclutamiento militar (es decir, la llamada a filas).
Aunque el ejército estadounidense es actualmente una fuerza totalmente voluntaria, la conscripción sigue siendo necesaria para la planificación de contingencia y la preparación para dos tipos de reclutamiento: un reclutamiento general basado en listas de inscripción de varones de entre 18 y 25 años, y un reclutamiento de habilidades especiales basado en listas de licencias profesionales de trabajadores en ocupaciones sanitarias específicas. En caso de que se produjera cualquiera de los dos tipos de reclutamiento, el Sistema de Servicio Selectivo enviaría avisos de reclutamiento, resolvería las solicitudes de aplazamientos o exenciones y asignaría a los reclutas clasificados como objetores de conciencia a trabajos de servicio alternativos.
Todos los ciudadanos estadounidenses varones y los inmigrantes no ciudadanos con edades comprendidas entre los 18 y los 25 años (green card) están obligados por ley a inscribirse en un plazo de 30 días a partir de su 18 cumpleaños y deben notificar al Servicio Selectivo en un plazo de diez días cualquier cambio en la información que proporcionaron en sus tarjetas de inscripción, como un cambio de dirección. El Sistema de Servicio Selectivo es un mecanismo de contingencia para la posibilidad de que sea necesario el reclutamiento.
La inscripción en el Servicio Selectivo puede ser requerida para varios programas y beneficios federales, incluyendo capacitación laboral, empleo federal y naturalización.
El Sistema del Servicio Selectivo proporciona los nombres de todos los inscritos al programa Joint Advertising Marketing Research & Studies (JAMRS) para su inclusión en la Base de Datos Consolidada de Reclutamiento del JAMRS. Los nombres se distribuyen trimestralmente a los Servicios con fines de reclutamiento.
La normativa está codificada en el Título 32 del Código de Regulaciones Federales, Capítulo XVI.